# Músculo redondo maior
O músculo redondo maior (também chamado de Teres maior) é um músculo espesso da extremidade superior.

## Embriogênese
Origina-se do mesênquima da camada somática do mesoderma lateral do embrião.

## Origem e Inserção
Origina-se na área oval da face superficial do ângulo inferior da escápula, e em septos fibrosos que o separam do músculo redondo menor e do músculo infra-espinhal.
Suas fibras inserem-se no lábio medial do sulco intertubercular do úmero, por meio de um tendão largo.

## Ações
O redondo maior ajuda o músculo latíssimo do dorso na adução do braço, assim como também auxilia na sua rotação medial.

## Relações
O tendão, na sua inserção, encontra-se mais profundamente ao tendão do músculo latíssimo do dorso, do qual está separado por uma bolsa sinovial, embora ambos os tendões tenham uma pequena parte de suas bordas unidas por uma pequena distância até a inserção.

## Imagens Adicionais

Diagrama da articulação do ombro humano.
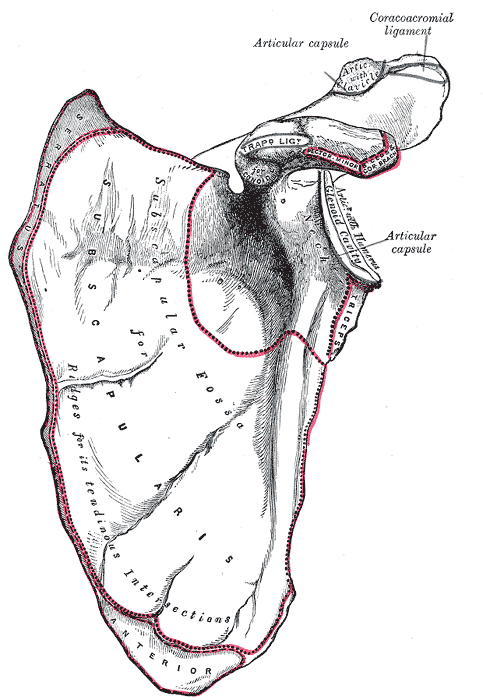
Escápula esquerda. Face dorsal.
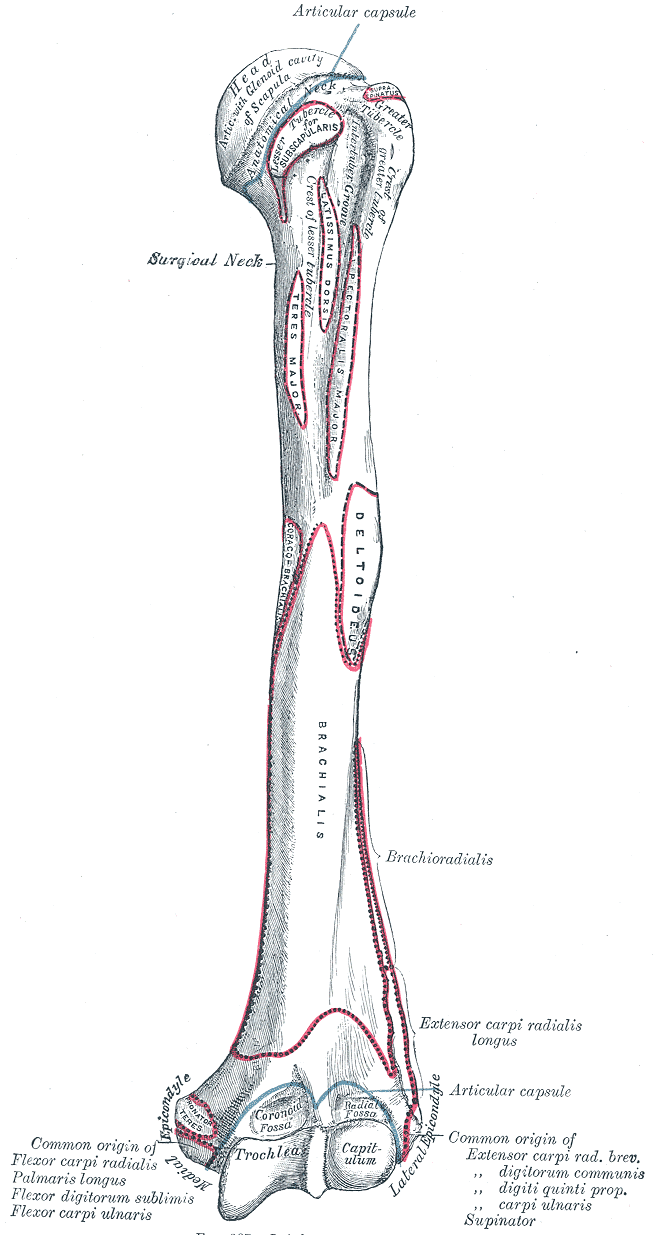
Úmero esquerdo. Face anterior.
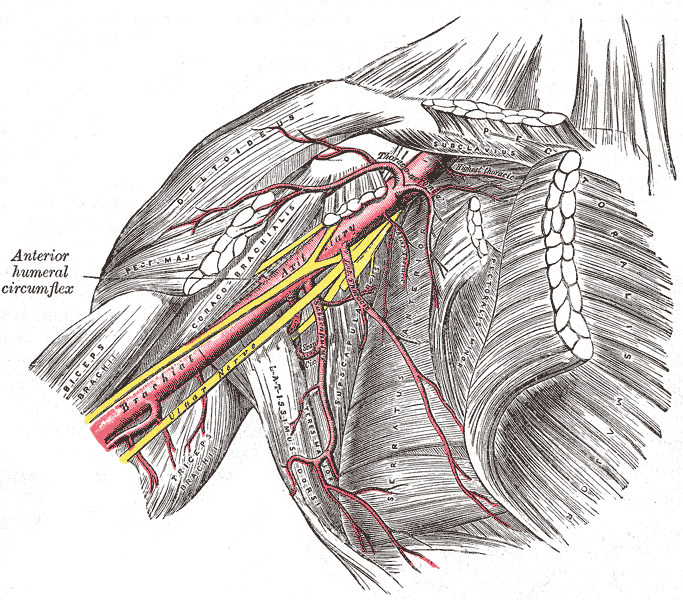
Artéria axilar e suas ramificações.
O plexo braquial direito, visão frontal.
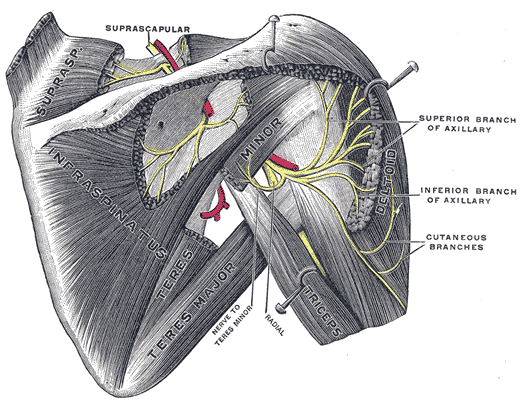
O m. supra-espinhal e nervos axilares do lado direito, visão dorsal.